# Anicet Kessely
Anicet Kessely, né le 10 mars 1972 à Paris, est un joueur français de basket-ball. Il joue au poste de pivot.

## Biographie
Anicet Kessely, un joueur de basket professionnel originaire du Tchad, est né à Paris, en France dans les années 70. Son père, le Dr Joseph Ngare Kessely, était un diplomate de carrière et sa mère, Sainou Kessely, est une femme au foyer. À l'âge de 9 ans, Anicet, a exprimé son intérêt à devenir un joueur de basket-ball. Pendant ce temps la famille Kessely vivait à New York où leur père occupait le poste de Premier Conseiller à l'Ambassade du Tchad et représentant des Nations unies. Le père Kessely voulait que ses enfants poursuivent l'enseignement supérieur, il est venu à réaliser que ce n'était pas le rêve de son fils. Anicet Kessely voulait avant tout jouer au basket, ce qu’il réussissait très bien. À l'âge de 19 ans, Anicet mesurait 2 m. Une fois son BAC en main, il décrocha une bourse d’étude sportive à l'Université Anderson, situé en Caroline du Sud. À l’issue de ses études, il obtient un diplôme en sociologie. De retour en France, Anicet a décroché un contrat pour jouer au basket à un niveau professionnel en Allemagne. À la fin de son contrat, il a pris la décision de retourner en France pour de meilleures opportunités. Ces dernières années, Anicet a dédié une partie de son temps à l'action humanitaire. Grâce à ses projets au Tchad, il est venu en aide à de nombreux enfants défavorisés en faisant don d’équipements de sport tels que chaussures, tee-shirts et ballons.

## Clubs
- Centre de formation : Levallois
- 1993-1995 :  Anderson Junior College (Junior College)
- 1994-1995 :  Levallois (Pro A)
- 1995-1996 :  Franconville (Nationale 2)
- 1996-1997 :  Artland Dragons (Basketball-Bundesliga) (D2)
- 1997-1999 :  Brest (Pro B)
- 1999-2000 :  Saint-Étienne (Pro B)
- 2000-2001 :  Maurienne (Pro B)
- 2001-2002 :  Montpellier (Pro A)
- 2002-2003 : Évreux puis Besançon (Pro B)
- 2003-2004 : Évreux (Pro B)
- 2004-2007 :  Levallois (Nationale 1) puis (Pro B)